# Фейзуллаев, Вагиф Сахават оглы
Вагиф Сахават оглы Фейзуллаев (азерб. Vaqif Səxavət oğlu Feyzullayev; Пустой шаблон {{ВД-Преамбула}} ) — азербайджанский тренер по борьбе.

## Деятельность
Вагиф Фейзуллаев многие годы работает тренером по борьбе в Республиканском Олимпийском Спортивном Лицее (РОСЛ). В 2008 году был награжден медалью «Прогресс», в 2015 году получил почетный диплом Президента Азербайджанской Республики, а в 2016 году ему было присвоено почетное звание «Заслуженный работник физической культуры и спорта».

## Ученики
- Рагимов, Виталий Меджидович — чемпион Европы.
- Алиев, Гасан Гасан оглы — чемпион мира и Европы.
- Азизли, Эльдениз Йемен оглы — 4-кратный чемпион мира и 2-кратный чемпион Европы.
- Мамедов, Талех Вели оглы — бронзовый призер чемпионата мира, 3-кратный серебряный медалист чемпионатов Европы.
- Базаров, Мурад Гамзат оглы — бронзовый медалист чемпионата Европы.
- Джафаров, Хасрат Валех оглы — бронзовый медалист Олимпийских игр, 3-кратный чемпион Европы.
- Мамедли, Нихат Захид оглы — чемпион мира и 2-кратный чемпион Европы[1].